# إيفانز جون برايس
إيفانز جون برايس (بالإنجليزية: Evan John Price) هو سياسي كندي، ولد في 8 مايو 1840 في كندا، وتوفي بنفس المكان في 30 أغسطس 1899. حزبياً، نشط في حزب كندا المحافظ. وقد انتخب عضو مجلس الشيوخ الكندي.